# Station Kobylnica Słupska
Station Kobylnica Słupska is een spoorwegstation in de Poolse plaats Kobylnica.